# Kaplica Świętego Ducha w Jabłecznej
Kaplica Świętego Ducha – kaplica prawosławna, należąca do stauropigialnego monasteru św. Onufrego w Jabłecznej.
Kaplica została zbudowana w 1908. Znacznie uszkodzona podczas II wojny światowej (1942), odrestaurowana w 1957. Remontowana w 2005.
Budowla na planie kwadratu, drewniana, konstrukcji zrębowej, nieorientowana. Prezbiterium zamknięte prostokątnie, z dwiema bocznymi zakrystiami. Dach blaszany, namiotowy, z ośmioboczną wieżyczką zwieńczoną cebulastą kopułką. Wewnątrz sklepienia kolebkowe. Niewielki ikonostas pochodzi z początku XX w.